# 寺内町 (秋田県)
寺内町（てらうちまち）は秋田県南秋田郡にかつて存在した町。現在の秋田市寺内・八橋・将軍野のそれぞれ大部分と、土崎港・外旭川のそれぞれ一部を合わせた範囲に相当する。

## 歴史
- 1873年（明治6年）3月 - 大区小区制の改正に伴い、秋田郡八橋村は秋田県第1大区1小区に[1]、寺内村は秋田県第1大区6小区に属した[2]。
- 1884年（明治17年）頃 - 郡区町村編制法の下で、南秋田郡八橋村と寺内村が連合。戸長役場は八橋村に設置される。
- 1889年（明治22年）
  - 4月1日 - 町村制施行に伴い寺内村と八橋村が合併し、南秋田郡寺内村が発足。旧2村は大字となる。
    - 寺内村は単独立村を主張した[3]が、県が合併枠の変更を認めず、2村での合併となった。

  - 7月14日 - 秋田馬車鉄道（秋田市電の前身）新大工町 - 土崎間が開業。寺内村内には将軍野駅が設置される。
- 1893年（明治26年）- 1869年（明治2年）に久保田藩主佐竹義堯が戊辰戦争に殉じた官軍戦没者425柱を祀った高清水岡の祠が焼失。
- 1905年（明治38年）8月1日 - 八橋字一里塚の一部が分割され秋田市へ編入される。
- 1906年（明治39年） - 寺内字将軍野、字幕洗川の各一部が分割され、土崎港町寺内字将軍野、字幕洗川となる[4]。
- 1914年（大正3年） - 八橋字大道東に八橋競馬場が建設される。
- 1933年（昭和8年）8月1日 - 町制施行し寺内町となる。
- 1939年（昭和14年） - 軍馬資源保護法公布により八橋競馬場が廃止される。
- 1940年（昭和15年） - 秋田県護国神社が秋田城跡に遷座。
- 1941年（昭和16年）4月1日 - 南秋田郡土崎港町・広山田村・河辺郡新屋町と共に秋田市へ編入され、寺内町は廃止される。旧2大字は秋田市の大字となる。